# Gaetano Arturo Crocco

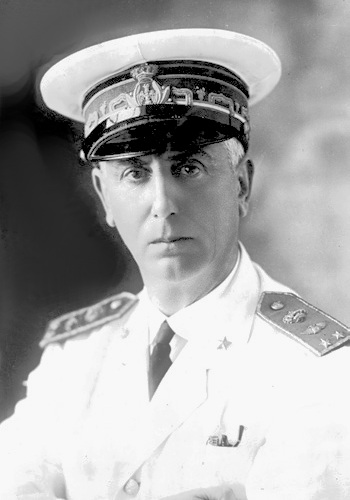
Gaetano Arturo Crocco

Gaetano Arturo Crocco (* 26. Oktober 1877 in Neapel; † 19. Januar 1968 in Rom) war ein italienischer Flug- und Raketenpionier. Ein Asteroid und ein Mondkrater wurden nach ihm benannt.

## Leben
Crocco war Sohn eines neapolitanischen Ingenieurs. Seine Kindheit und Jugend verbrachte er in Palermo, von wo seine Mutter stammte. Nach dem Abschluss des humanistischen Gymnasiums absolvierte er an der Universität Palermo ein Grundstudium in Mathematik und Physik. 1897 setzte er seine Ausbildung an der Artillerie- und Pionierfachschule in Turin fort und wurde im Jahr 1900 als Oberleutnant in die Pioniertruppe des Heeres übernommen. 1902 schickte ihn das Militär zu einer Fortbildung an die Universität Lüttich in Belgien, die er als Lehrgangsbester abschloss. Ein Angebot für eine Stelle bei der Westinghouse Electric Corporation schlug er aus und kehrte nach Italien zurück, wo er zunächst einen Auftrag von der Marine erhielt.
Kurz danach begann sich Crocco für die Fliegerei zu interessieren. Bis 1905 verfasste er zwölf wissenschaftliche Arbeiten über Aerodynamik. Mit dem Pionieroffizier Ottavio Ricaldoni baute er 1907 ein Luftschiff, das im folgenden Jahr erstmals über dem Bracciano-See und dann über Rom flog. Es folgten mehr als 30 Luftschiffe, von denen ein Großteil im Ersten Weltkrieg eingesetzt wurde. Während des Krieges entwickelte er spezielle Zünder für Artilleriegranaten sowie Flugabwehrkanonen und zusammen mit Alessandro Guidoni eine erste kreiselinstrumentgesteuerte Bombe.
Im Jahr 1908 gründete Crocco mit Vito Volterra das Istituto Centrale Aeronautico, das später, in Guidonia Montecelio, zum italienischen Entwicklungszentrum für Luftfahrttechnik wurde. Bis 1914 baute Crocco drei Windkanäle, von denen einer für Geschwindigkeiten von bis zu 200 km/h ausgelegt war. 1920 schied er als Oberst aus dem aktiven Militärdienst aus und wechselte als Generaldirektor und Abteilungsleiter für Industrie ins Wirtschaftsministerium. 1926 wurde er Dozent für Luftfahrttechnik an der Universität Rom. Dort arbeitete er zunächst an Feststoffraketentriebwerken, dann an Flüssigstoffraketen und auch an anderen Antriebsarten. 1928 als General reaktiviert, übernahm er die technische Abteilung des neu eingerichteten Luftfahrtministeriums. Im folgenden Jahr erhielt er als Universitätsprofessor in Rom den Lehrstuhl für allgemeine Luftfahrttechnik. Er plante das 1936 eröffnete militärische Entwicklungszentrum für Luftfahrttechnik in Guidonia Montecelio, das nach dem dort verunglückten Flugpionier Alessandro Guidoni benannt wurde. Von 1936 bis 1945 und von 1948 bis 1952 war Crocco Dekan der Fakultät für Luftfahrttechnik an der Universität Rom. In den letzten Jahren an der Universität arbeitete er hauptsächlich in den Bereichen Astronomie und Raketenentwicklung. Sein Nachfolger wurde Luigi Broglio. Vor allem Crocco und Broglio war es zu verdanken, dass Italien in den 1960er Jahren eines der ersten Länder nach der Sowjetunion und den USA war, das einen Satelliten im Weltraum zum Einsatz brachte. Im Alter von fast 80 Jahren präsentierte er 1956 Croccos Multiplanetenflugbahn.
Crocco meldete insgesamt über 50 Patente an und veröffentlichte knapp 200 wissenschaftliche Arbeiten. Er war Mitglied der Accademia Nazionale dei Lincei, des Consiglio Nazionale delle Ricerche und zahlreicher anderer wissenschaftlicher Akademien im In- und Ausland. 1951 gründete er die Italienische Raketengesellschaft. Crocco wurde in die International Space Hall of Fame in Alamogordo, New Mexico, aufgenommen. Der Asteroid (10606) Crocco und ein Krater auf dem Mond sind nach ihm benannt.
Gaetano Arturo Crocco war verheiratet mit der Baronin Bice Patti del Piraino, mit der er sieben Kinder hatte, darunter Luigi Crocco, der Luft- und Raumfahrtingenieur wurde, sowie Professor in Rom und Princeton.